# Artabotrys siamensis
Artabotrys siamensis är en kirimojaväxtart som beskrevs av Friedrich Anton Wilhelm Miquel. Artabotrys siamensis ingår i släktet Artabotrys och familjen kirimojaväxter. Inga underarter finns listade i Catalogue of Life.